# Casimir Stanislaus Gzowski
Kazimierz Stanisław Junosza Gzowski (5 mars 1813, Saint-Pétersbourg - 24 août 1898, Toronto), est un ingénieur et homme d’affaires polonais.

## Biographie
Le père de Kazimierz Gzowski, Stanisław Gzowski, appartenait à la petite noblesse terrienne de la région de Grodno, en Pologne ; comme ses ancêtres, il fit une carrière d’officier. À la fin du XVIIIe siècle, les trois partages successifs de la Pologne par la Prusse, l’Autriche et la Russie firent de la région de Grodno un territoire russe. La famille Gzowski, catholique, s’attacha au nouveau régime, et le comte obtint une commission de capitaine dans la garde impériale. Kazimierz Stanisław naquit en 1813, pendant que son père accomplissait une période de service dans la capitale impériale. En qualité de fils aîné, il était destiné à la carrière des armes ; dès l’âge de neuf ans, on le plaça dans une prestigieuse école préparatoire de la province de Volhynie, le lycée de Krzemieniec. Le programme, rigoureux, comportait des cours de langues et de littérature, d’architecture, de médecine et de topographie. En 1830, une fois ses études terminées, Kazimierz entra dans le corps impérial de génie grâce à son père ; il avait alors 17 ans. 

### Insurrection polonaise de novembre 1830
En 1815, le congrès de Vienne avait recréé un royaume de Pologne, le « royaume du Congrès », doté d’une constitution mais sous la suzeraineté de la Russie. À la faveur des soulèvements qui éclataient un peu partout en Europe occidentale, les Polonais résolurent en 1830 de secouer le joug tsariste. En novembre, à Varsovie, une conspiration d’officiers et de civils déboucha sur une insurrection nationale. Gzowski servait alors à titre d’officier dans un corps polonais placé sous le commandement du général Dwernicki. L'insurrection se solda par un bain de sang et sous les pressions de la Russie, son allié autrichien avait emprisonné les 4 000 soldats polonais, dont Gzowski. Après deux ans dans une prison, il fut l’un des 264 soldats qui furent exilés vers les États-Unis où leurs idéaux révolutionnaires et leurs malheurs avaient éveillé un intérêt considérable dans la population. 

### Exil aux Etats-Unis
Arrivé au port de New York en 1834, Gzowski ne connaissait personne, mais il s’adapta rapidement. Il apprit l’anglais et maîtrisa les rudiments du droit américain. Il développa des compétences d’arpenteur militaire à la construction de canaux et de chemins de fer au sein du cabinet d’avocat de Parker L. Hall, à Pittsfield, au Massachusetts. Dès novembre 1837, ayant terminé son stage de droit, le citoyen américain Gzowski âgé alors de 24 ans, partit s’établir dans l’ouest de la Pennsylvanie, où la production du charbon montait en flèche. Il fut admis au barreau de William Milnor Roberts, ingénieur en chef d’une bonne partie de ces canaux. Il collabora avec lui à la construction du canal Beaver and Ohio River, qui étendait les communications vers le nord, à travers le bassin hydrographique, jusque dans le district du lac Érié. Gzowski abandonna ainsi le droit pour le génie et, quittant son cabinet de l’Ohio, travailla à partir d’Erie, en Pennsylvanie, où se trouvait le bureau de la compagnie de Roberts. Au cours de ses voyages, il fit la connaissance de la fille d’un médecin d’Erie, Maria M. Beebe, qu’il épousa en octobre 1839. 

### Canada
À l’automne de 1841, Roberts envoya Gzowski de l’autre côté du lac Érié afin qu’il étudie les possibilités de travailler, au Canada, à la reconstruction du canal Welland. Gzowski proposa alors à William Hamilton Merritt, député à l’Assemblée législative et principal promoteur de cet ouvrage, de reconstruire tout le canal d’amenée à partir de Port Maitland. Il ne parvint pas à décrocher le contrat de construction, mais une rencontre fortuite avec le gouverneur sir  Charles Bagot se révéla plus avantageuse. Ambassadeur de Grande-Bretagne à Saint-Pétersbourg dans les années 1820, Bagot y avait fait la connaissance du père de Gzowski. Bagot offrit à Gzowski le poste de surintendant des routes et voies navigables du district de London, au bureau des Travaux publics. Gzowski traça des chemins de gravier et des routes de planches de Hamilton à Amherstburg, et il aménagea les havres de Port Stanley et de Rond Eau (Rondeau Harbour). À compter de 1845, il travailla surtout à partir de Toronto : il dirigea les travaux de réfection de la rue Yonge vers le nord jusqu’au lac Simcoe, l’arpentage d’un grand nombre de routes de colonisation et la construction de ponts de pierre sur les grandes routes. Il donna aussi des conseils techniques aux propriétaires du canal Desjardins. Pendant ce temps, Maria donna naissance à une troisième fille et à un garçon. 

### C. S. Gzowski and Company
Gzowski quitta son poste de fonctionnaire en 1848 pour la Upper Canada Mining Company. En janvier 1849, Alexander Tilloch Galt embaucha Gzowski pour veiller à l’achèvement rapide du chemin à lisses du Saint-Laurent et de l’Atlantique. En novembre 1852, Gzowski, Galt, Holton et Macpherson fondirent la C. S. Gzowski and Company qui construit le chemin de fer le Grand Tronc entre Toronto et Sarnia (1853-1857), et le International Railway Bridge (en) sur la rivière Niagara à Fort Érié en 1873.  

### Reconnaissance
Le reste de la carrière de Gzowski se résuma à des rôles symboliques et à la présidence d’entreprises d’ingénierie. En 1887, les praticiens du génie civil se regroupèrent au sein de la Société canadienne des ingénieurs civils et Gzowski qui leur accorda son appui, présida l’organisme de 1889 à 1892. La médaille Gzowski devint la plus prestigieuse décoration décernée par cette nouvelle société. Gzowski appartenait aussi à l’American Society of Civil Engineers et à la British Institution of Civil Engineers. Il occupa la prestigieuse fonction du président de la Niagara Falls Park Commission, qu’il exerça de 1885 à 1893. Pendant une brève période, en 1896–1897, il fut administrateur de la province d'Ontario, alors sans lieutenant-gouverneur. 
En 1890, Gzowski devint chevalier de l’ordre de Saint-Michel et Saint-Georges
Le 24 août 1898, il mourut après trois mois de maladie.

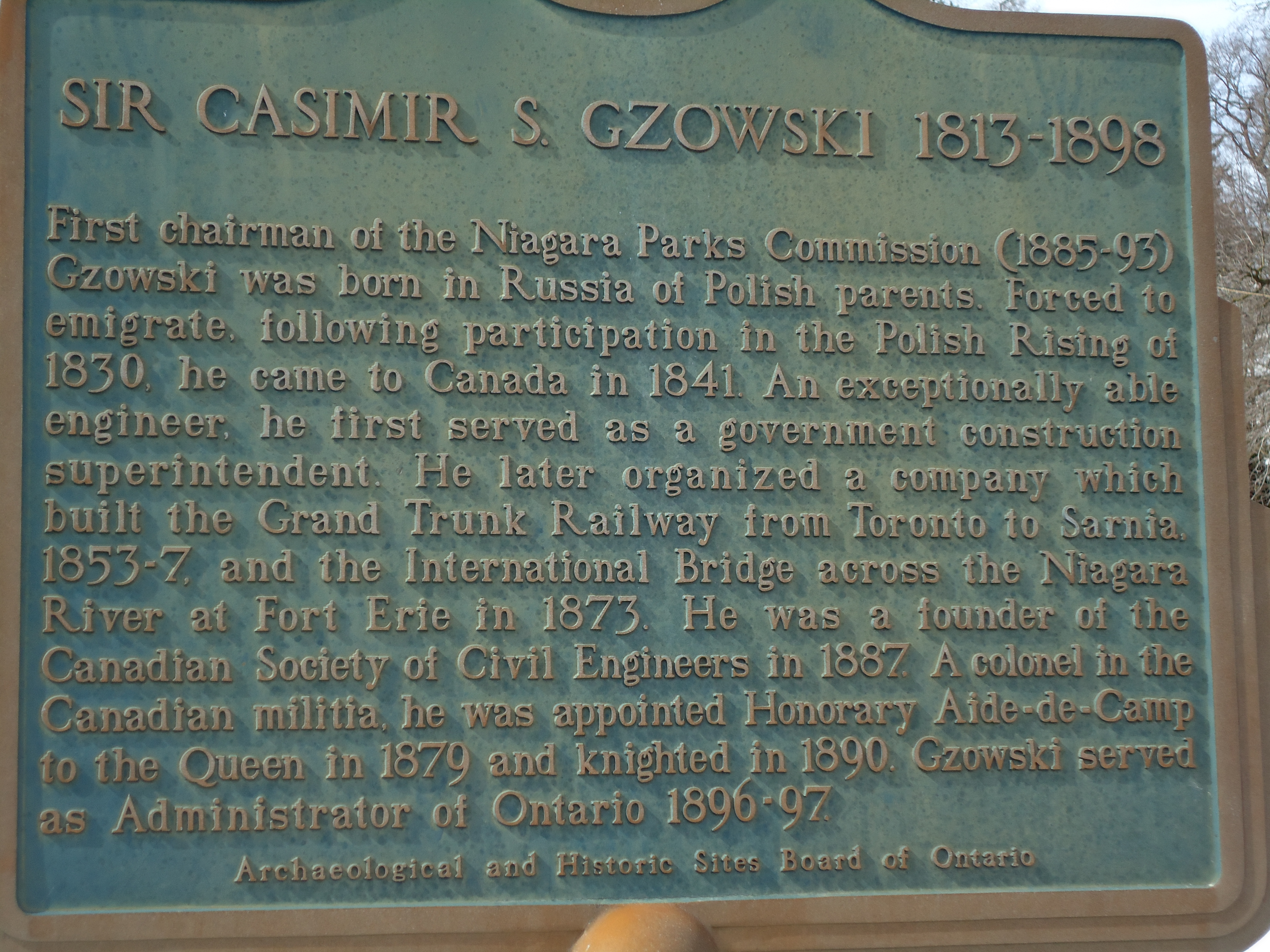
Casimir Gzowski - Chutes Niagara - Parkway Falls - plaque commémorative.